# Glencore
A Glencore plc angol-svájci multinacionális árukereskedelmi és bányászati vállalat, amelynek székhelye Baarban, Svájcban található. Olaj- és gázközpontja Londonban van, székhelye pedig a jersey-i Saint Helierben található.
A jelenlegi társaság a Glencore és az Xstrata egyesítésével jött létre 2013. május 2-án.
2015-től a tizedik helyen áll a világ legnagyobb vállalatait összegyűjtő Fortune Global 500 listán. A 2020-as Forbes Global 2000-es listán a Glencore International a világ 484. legnagyobb állami vállalata volt.
A Glencore a vállalat a világ egyik legnagyobb integrált árutermelője és forgalmazója. Ez volt Svájc legnagyobb vállalata, valamint a világ legnagyobb nyersanyag-kereskedelmi vállalata.
A Glencore számos gyártóüzemmel rendelkezik szerte a világon, és fémeket, ásványokat, kőolajat, olajtermékeket, szenet, földgázt és mezőgazdasági termékeket szállít nemzetközi ügyfeleinek az autóipar, az energiatermelés, az acélgyártás és az élelmiszer-feldolgozás területén.
A társaság 1994-ben alakult a Marc Rich + Co AG felvásárlásával. 2011 májusában elkezdett kereskedni a londoni tőzsdén, és a FTSE 100 index egyik összetevője. A hongkongi tőzsdén is jegyezték, de 2018 januárjától kezdve nem szerepelnek a részvényei ezen a tőzsdén.
A Glencore részvényei 2013 novembere óta a johannesburgi tőzsdén is elérhetőek. A Katari Befektetési Hatóság (Qatar Investment Authority) a legnagyobb részvényese a cégnek.

## Története

### 1974–1994
A céget 1974-ben Marc Rich & Co. AG néven alapította Marc Rich és Pincus Green. 1993-ban Marc Rich új céget alapított, Trafigura néven. Miután 1994-ben nem tudta átvenni az irányítást a cinkpiac felett, és 172 millió dollárt veszített, Rich kénytelen volt eladni a társaságban lévő többségi részesedését a Glencore Internationalnek.
A Glencore a "Global Energy Commodity Resources" rövidítése.

### 2005
Az ABC Rádió bejelentette, hogy a Glencore-t azzal vádolják, hogy illegális kapcsolatban áll olyan államokkal, mint Dél-Afrika, Oroszország, Irán és Irak.
A CIA megállapította, hogy a Glencore 3 222 780 dollárt fizetett illegális olajbeszerzésért az ENSZ iraki olajprogramja keretében. Az ABC által idézett CIA-jelentés szerint a vállalat tagadta ezeket a vádakat.

### 2005–2011
2005-ben a Glencore számára értékesített olaj értékesítéséből származó bevételeket csalási célból lefoglalták a Kongói Demokratikus Köztársaságban folytatott korrupciós vizsgálat részeként.
2007-ben a Nikanor és a Katanga egyesültek.
2011 májusában elkezdett kereskedni a tőzsdén a cég.
2011 májusában az Egyesült Arab Emírségek tulajdonában álló Aabar Investments 850 millió dollárt fektetett a cégbe.

### 2012-2015
2012 novemberében az Abu-Dzabi Aabar Investments több mint 392 millió dollárt fektetett a Glencore tőzsdei bevezetésére.
Az Aabar Investments volt a Glencore legnagyobb új részvényese.
Az Xstratával való egyesülést megelőzően a Glencore a hírek szerint a cég marketingpartnere volt.
2012 februárjában a Glencore International Plc beleegyezett abba, hogy megvásárolja az Xstrata Plc-t 39,1 milliárd angol fontért. Ez a valaha volt legnagyobb bányavásárlás, melynek jóváhagyása után egy olyan szervezet jött létre, amelynek 2012-es árbevétele 209 milliárd dollár volt.

## Magyarországon
Magyarországon legnagyobb vállalatuk a Viterra cégcsoport. A három tagból álló Viterra magyarországi cégcsoport a gabonafélék, olajos magvak, növényolajok és állati takarmány-alapanyagok kereskedelmének és logisztikájának egyik legfontosabb szereplője.
A magyar piacon 1996 óta jelen lévő Viterra Hungary Kft. fő tevékenysége a termények, takarmány-alapanyagok és növényolajok kereskedelme.
A Viterra Növényolajgyártó Kft. üzemelteti Közép-Európa egyik legnagyobb növényolajgyárát Foktőn, ahol csúcsminőségű növényolajgyártási technológiát alkalmaznak.
A Viterra Logisztikai Kft. elsődleges célja a magyar gabonapiac raktározási, terménytárolási és -kezelési igényeinek kiszolgálása; telephelyei az ország négy pontján találhatók.